# Sharon Jones (zangeres)
Sharon Lafaye Jones (Augusta, 4 mei 1956 – Cooperstown, 18 november 2016) was een Amerikaans soulzangeres.

## Leven en werk

### Vroege jaren
Sharon Jones werd geboren in Augusta in Georgia. Ze bracht haar eerste jaren door in het naburige North Augusta, net over de grens met South Carolina, in een gezin met tien kinderen onder wie vier neefjes en nichtjes. Ze zongen vaak met elkaar in de stijl van James Brown, die ook uit Augusta kwam en een kennis was van haar moeder.
Toen ze nog jong was verhuisde het gezin naar Brooklyn, New York. In de kerk zong ze gospelmuziek en bij talentenjachten liet ze zich begeleiden door lokale funkbands. Onder de naam Lafaye Jones werd ze sessiezangeres en deed achtergrondwerk voor diverse soulartiesten. Eind jaren 80 was soul voorbijgestreefd door de modernere urban-variant van r&b. Jones kwam daardoor niet meer aan de bak en werd als dertiger te oud, te klein en te dik bevonden voor een solocontract. Om in haar levensonderhoud te voorzien werkte ze onder meer als gevangenbewaarder.

### Nieuwe ronde, nieuwe kansen
In 1996 werd de toen 40-jarige Jones gevraagd om achtergrondzang te doen op een nummer van de Soul Providers. Deze band, opgericht door Philip Lehman en Gabriel Bosco Mann Roth, nam een album op met James Brown-achtige instrumentals en een aantal samenwerkingen met funkzanger Lee Fields. Jones' driestemmige bijdrage maakte zoveel indruk dat ze ook twee leadnummers mocht opnemen: Switchblade (oorspronkelijk voor mannenstem) en The Landlord verschenen op het debuutalbum Soul Tequila dat werd uitgebracht op Pure Records. Lehman en Roth startten vervolgens Desco Records, vernoemd naar de stofzuigerwinkel op West 41st Street waarvan de kelder als kantoorruimte werd gebruikt. Soul Tequila werd (zonder The Landlord) heruitgebracht als Gimme The Paw. Jones nam drie vinyl-singles op met de Soul Providers: Damn It's Hot pt. 1/Damn It's Hot 2, Bump 'N Touch (part 1)/Hook and Sling Meets The Funky Superfly (aaneengeregen covers van Eddie Bo en Bobby Willams) en You Better Think Twice/I Got The Feeling (James Brown-cover). De singles werden uitgebracht zonder jaartal en (misleidend) verkocht als seventies-funk.

### Sharon Jones & The Dap-Kings
In 2000 besloten Lehman en Roth ieder huns weegs te gaan. Samen met saxofonist Neil Sugarman startte Roth het Daptone-label. Leden van de Soul Providers en de Mighty Imperials formeerden een nieuwe soulgroep, de Dap-Kings, waarmee Jones haar grootste successen behaalde. Na het debuutalbum Dap Dippin' with Sharon Jones and the Dap-Kings (2002) verschenen Naturally (2005), 100 Days, 100 Nights (2007) en I Learned the Hard Way (2010). Hun muziek sloeg aan en Sharon Jones & The Dap-Kings werden beschouwd als speerpunten bij de herleving van soul en funk.
In 2013 werd bij Jones kanker geconstateerd en moest de opname van het vijfde album Give the People What They Want worden uitgesteld tot begin 2014. In 2015 werd opnieuw alvleesklierkanker geconstateerd, maar Jones bleef desondanks ook in 2016 nog optreden. Ze overleed op 18 november 2016 aan de gevolgen van de ziekte.
Speciaal voor Record Store Day werden in 2017 haar eerste opnamen op vinyl uitgebracht. Haar laatste opnamen verschenen in november 2017 op Soul of a Woman.
In mei 2021 werd in haar geboorteplaats Augusta het Sharon Jones Amphitheater geopend.

## Film
In 2007 had Jones een kleine rol in de speelfilm The Great Debaters met Denzel Washington and Forest Whitaker, waarin ze een 'juke joint'-zangeres speelde en onder meer That's What My Baby Likes zong. In 2015 ging de documentaire Miss Sharon Jones! van Barbara Kopple in première op het Internationaal filmfestival van Toronto.